# Daniel Schäfer (Schauspieler)
Daniel Schäfer (* 25. September 1977) ist ein deutscher Schauspieler. Seine Schauspielausbildung absolvierte er an der Schule für Schauspiel Hamburg.
Von 2001 bis 2005 wirkte er bei verschiedenen Theaterproduktionen mit, unter anderem bei den Hamburger Kammerspielen.
Im Februar 2009 verkörperte er in der ARD-Telenovela Sturm der Liebe die Rolle des krebskranken Fred Neumann. Er war auch in weiteren Fernsehproduktionen zu sehen, unter anderem in den Serien Verliebt in Berlin, Guten Morgen Hamburg und St. Angela.
Neben Deutsch spricht Daniel Schäfer auch Englisch und Spanisch. Er lebt in Hamburg.